# نظام متعدد الوكلاء

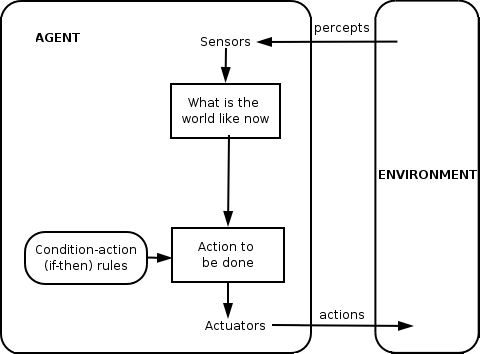

يطلق على النظام الذي يتكون من عدة وكلاء بالنظام متعدد الوكلاء (Multi Agent System (MAS، حيث أن كل وكيل في النظام لديه معلومات و قدرات غيـر مكتملة لغرض حل المسائل، وبالتالي كل وكيل لديه وجهة نظر محدودة و لا يوجد تحكم عام للنظـام وتكـون البيانات غير مركزية والمعالجة تكون غير متزامنة. لعملية التواصل بين الوكلاء يتم استخدام لغة تواصل الوكلاء (Agent Communication Language (ACL، التي تحدد أنواع الرسائل المتبادلة ومعانيها، كمـا أنها أيضا تحدد قواعد دلالات اللغة، مثل لغة الاستعلام والمعالجة المعرفية و FIPA ACL
الوكيل Agent هو كيان برمجي يمتلك خصائص ذكية مثل الاستقلالية والتفكير والتنقل والاجتماعيـة والقدرة على التعلم والتعاون والتفاوض، مما يتيح له إنجاز عمله من دون الحاجة إلى التدخل المباشر أو التوجيه من قِبل الإنسان أو الكيانات الأخرى، والتعاون بشكل تبادلي والتواصل مع الوكلاء الآخرين ومع بيئته لإنجـاز المهام الخاصة التي لا يمكن أن تؤديها البرمجيات التقليدية.